# حسين عبد الغني (لاعب كرة قدم)
حسين عمر عبد الغني سليماني، هو لاعب كرة قدم سعودي سابق، ولد عام 21 يناير 1977 في مدينة جدة، لعب كظهير ومحور دفاعي ووسط أيسر، لعب مُعظم مسيرته في الدوري السعودي مع النادي الأهلي ونادي النصر. في بداياته لعب لنادي الأهلي السعودي ثم انتقل إلى فريق نيوشاتل السويسري في 2008 في تجربة احترافية، وبعدها انتقل إلى نادي النصر السعودي ووقع مُخالصة مالية مع النصر في عام 2017. وفي صيف 2017 انتقل لنادي فيريا البلغاري وفي صيف 2018 وقع مع نادي أحد وفي مطلع عام 2019 عاد إلى النادي الأهلي. شارك في ثلاث بطولات لكأس العالم مع منتخب بلاده السعودية.
يعمل حاليًا مديرًا تنفيذيًا لنادي أحد.

## مسيرته الكروية
بدأ حسين عبد الغني مسيرته مع براعم نادي الاتحاد ثم مع أشبال الأهلي ثم شبابه ثم الفريق الأول، وكانت مباراته الأولى مع الأهلي ضد القادسية في كأس الاتحاد السعودي، وحينها خسر الأهلي بهدفين مقابل هدف، وكان ذلك في يوم الثلاثاء 2 / 5 / 1416 هـ. وقد لعب حسين مع الأهلي 287 مباراة، وبقي فيه حتى تجاوز الثلاثين من عمره.
ثم انتقل إلى نادي النصر السعودي مطلع موسم 2009/2010 قادمًا من نوشاتل زاماكس السويسري بعد رحلة احتراف خارجية لمدة عام واحد ثم غادر نادي النصر بعد إجراءه لمخالصة مالية متجهًا إلى نادي فيريا البلغاري لمدة موسم في صيف 2017 في رحلة إحترافية ثانية إلى أن عاد في صيف 2018 لنادي أُحد السعودي ثم عاد إلى بيته وحلمه الذي إنتظره لسنوات طويلة بإرتداء قميص النادي الأهلي مجددًا في يناير 2019 وكانت مباراته الأخيرة في أكتوبر 2020 أمام نادي النصر في دوري أبطال آسيا، أعلن الفتى الذهبي أعتزاله يوم 15 أكتوبر 2020 بعد ظهوره في برنامج كورة معلنًا إنتهاء مسيرته التاريخية كلاعب.

## الانجازات

### مع النادي الأهلي
الفئات السنية
- الدوري السعودي الممتاز للناشئين 1993م.

الفريق الأول
- كأس ولي العهد (3): 1998م - 2002م - 2007م.
- كأس الإتحاد السعودي (3): 2001م - 2002م - 2007م.
- كأس الخليج للأندية (2): 2002م - 2008م.
- كأس الصداقة الدولية (2): 2002م - 2003م.
- كأس الأندية العربية (1): 2003م.

### مع نوشاتل زاماكس
- ثالث كأس سويسرا 2008م.

### مع نادي النصر
- الدوري السعودي (2): 2014م - 2015م.
- بطولة بني ياس الدولية (2): 2011م - 2013م.
- كأس ولي العهد (1): 2014م.
- بطولة الوحدة الدولية (1): 2012م.

### مع نادي أُحد
- بطولة خليج العقبة: 2018
- بطولة الأردن الدولية: 2018

### مع المنتخب

#### الجماعية
- تحقيق كأس آمم آسيا عام 1996م بالإمارات.
- تحقيق كأس العرب عام 1998م بقطر.
- التأهل والمشاركة في أولمبياد أتلانتا عام 1996م.
- مشاركة في كأس القارات عام 1997م بالرياض.
- التأهل والمشاركة في كأس العالم عام 1998م بفرنسا.
- مشاركة في كأس القارات عام 1999م بالمكسيك.
- التأهل والمشاركة في كأس العالم عام 2002م بكوريا الجنوبية واليابان.
- التأهل والمشاركة في كأس العالم عام 2006م في ألمانيا.

#### الفردية
- أفضل لاعب خليجي واعد عام 1996م.
- أفضل لاعب عربي عام 1997م.
- أفضل لاعب خليجي عام 1997م.
- حصل على جائزة أفضل لاعب 3 مرات من 8 لقاءات في التصفيات النهائية المؤهلة لمونديال فرنسا كرقم قياسي للاعب في خط الدفاع.
- أفضل لاعب كرة قدم آسيوي داخل قارة آسيا من قِبل مجلة Tipra التايلاندية عام 1998.
- أختير للعب في فريق نجوم آسيا بموسكو عام 1998م.
- أختير للعب في فريق نجوم العالم عام 1997م وعام 2000م بمارسيليا.
- حصل على جائزة شركة SANYO لأفضل ظهير آسيوي عام 2000م.
- أفضل لاعب عربي في المونديال مرتين 1998م وعام 2006م.
- أختير كأفضل لاعب كرة قدم سعودي عام 2006م.
- أفضل لاعب خليجي عام 2006م.
- جائزة أجمل هدف آسيوي لشهر إبريل عام 2011م من الاتحاد الآسيوي.
- أفضل مدافع سعودي عام 2014م من Opta.
- أفضل لاعب أجنبي في بلغاريا عام 2018م.

## أهدافه الدولية
| # | التاريخ        | المنشأة الرياضية                       | المنافس   | الهدف | النتيجة | المناسبة                          |
| - | -------------- | -------------------------------------- | --------- | ----- | ------- | --------------------------------- |
| 1 | 22 يونيو 1999  | ستاد مدينة الأمير سلطان الرياضية، أبها | الأردن    | 0-2   | 1-2     | مباراة ودية                       |
| 2 | 9 يوليو 1999   | ستاد تيتان، فوليرتون - أمريكا          | كندا      | 0-2   | 0-2     | مباراة ودية                       |
| 3 | 8 فبراير 2001  | ستاد محمد بن فهد، الدمام               | منغوليا   | 0-4   | 0-6     | تصفيات كأس العالم لكرة القدم 2002 |
| 4 | 8 فبراير 2001  | ستاد محمد بن فهد، الدمام               | منغوليا   | 0-5   | 0-6     | تصفيات كأس العالم لكرة القدم 2002 |
| 5 | 12 أكتوبر 2004 | ملعب غيلورا بونغ كارنو، جاكرتا         | إندونيسيا | 0-2   | 1-3     | تصفيات آسيا لكأس العالم 2006      |

## أرقام أولويات
- ثاني أكثر مدافع صناعة للأهداف في تاريخ دوري المحترفين السعودي.
- ثالث أكثر من صنع أهداف في تاريخ النادي الأهلي.
- رابع أكثر لاعب تحقيقًا للبطولات مع النادي الأهلي.
- أكبر لاعب شارك في تاريخ دوري أبطال آسيا (43 عام و252 يوم).
- أكبر لاعب لعب لـ المنتخب السعودي تاريخيًا (41 سنة و 304 يوم).
- أول لاعب سعودي يتم إختياره للعب بجانب فريق نجوم العالم (1997 مارسيليا - فرنسا).
- أكثر لاعب في خط الدفاع صنع أهداف في موسم مع النادي الأهلي تاريخيًا (10 صناعات) موسم 1999/2000.
- اللاعب الوحيد في خط الدفاع بـالنادي الأهلي تاريخيًا صنع ثلاث أهداف في مباراة واحدة وذلك أمام الرائد في إياب بطولة الدوري السعودي موسم 1999/2000.

## تكريمات
- 1997:  السعودية - درع النادي الأهلي الذهبي.
- 1998:  المغرب - جائزة التميز العربي من مجلة العرب المغربية للرياضة.
- 2002:  فلسطين - درع الإتحاد الفلسطيني لكرة القدم لدعمه للقضية الفلسطينية.
- 2014:  فرنسا - جائزة الحضارة والتميز من موسوعة التميز والحضارة العالمية في باريس.
- 2017:  قطر - سفير كأس العالم للأيتام في قطر.

## قالوا عنه
- النجم البرازيلي رونالدو: حسين عبدالغني أعجبني كثيرًا يقوم بمهامه الدفاعية والهجومية على أكمل وجه
- الاتحاد الدولي لكرة القدم: حسين الأفضل في آسيا
- الاتحاد الآسيوي لكرة القدم: عبدالغني يواصل السطوع في سماء القارة الآسيوية
- الأمير فهد بن خالد بن عبد الله بن محمد آل سعود: حسين عبدالغني ظاهرة في المنطقة مو بس في السعودية
- الأمير فيصل بن تركي بن ناصر آل سعود: لاعب محب لكرة القدم بشكل كبير وإنضباطي بدرجة عالية وفي فترة رئاستي لم يغيب عن أي تمرين
- البرتغالي نيلو فينغادا: نجم بمواصفات خاصة
- التونسي عبد المجيد الشتالي: هناك روبيرتو كارلوس وهنا حسين عبدالغني
- الإسباني راؤول كانيدا: من أكثر لاعبي السعودية إحترافية
- المصري محسن صالح: حسين عبدالغني أفضل ظهير عربي
- لاعب خط الوسط السعودي خالد مسعد: حسين عبدالغني لا يرضى بالهزيمة حتى لو في التمرين
- المهاجم عمر السومة: كنت أحلم أن أرى حسين عبدالغني واليوم أنا ألعب بجانبه
- لاعب خط الوسط السعودي محمد نور: أبو عمر قلب الأسد يبغى يكسب بأي طريقة كانت وفي أي لعبة يريد الفوز
- المهاجم السعودي سامي الجابر: شخصية بطل وكاريزما قائد يميزه فضلًا عن إمكانياته الفنية إنه رجل يكره الخسارة ويلعب بروح وقتالية وحماس يبثه لكل من حوله داخل الفريق
- المدرب السعودي محمد الخراشي: لاعب موهوب ومن الصعب أن يتكرر
- اللاعب محمد الشلهوب: شهادتي فيه مجروحة أبو عمر ودائمًا ما يتميز بالروح والقتالية
- الإعلامي بتال القوس: تحب حسين عبد الغني أو تكرهه أو تتعاطف معه لايهم الأهم أن تكون عادلًأ وأنت تقرأ هذه المسيرة الطويلة من كل شيء الإبداع والشغف والإنجاز والإنكسار..عبد الغني رجل ببحر لا ينتهي من الطموح
- المعلق الإماراتي علي سعيد الكعبي: لا يوجد لاعب عربي كبير في السن يركض مثل النجم الويلزي جيجز سوى حسين عبدالغني
- الشاعر فهد المساعد: أميز لاعب سعودي حافظ على مستواه مهما تغيرت السنوات
- اللاعب نواف التمياط: دائمًا كان المحترف وصاحب الموهبة الإستثنائية
- اللاعب مصطفى بصاص: حسين عبدالغني أسطورتي والقدوة الأولى لي بالسعودية
- المستشار تركي آل الشيخ: يوم تشوف حسين عبدالغني عمره تجاوز الأربعين ولا زال يعطي هنا نقول هذا اللاعب إستثنائي
- الإعلامي وليد الفراج: سيظل أسم حسين عبدالغني يتردد كمقاتل واجه أطرافًأ كثيرة وأسماء كبيرة ورغم كل هذا نجح أن يقدم نموذجًأ كيف تعشق كرة القدم
- المعلق الإماراتي فارس عوض: الناس تكبر في العمر إلا حسين عبدالغني يكبر في كل شي، رقمه 24 حطو بجنبه قيراط
- اللاعب الكويتي عبد الله وبران: حسين عبدالغني هو أخر المقاتلين في الكرة السعودية

## اعتزاله
أعلنت عدة مصادر في 10 أكتوبر 2020 أن حسين عبد الغني قد قرر اعتزال كرة القدم. وفي 15 أكتوبر 2020 صرح حسين في مقابلة له في «برنامج كورة» على قناة روتانا خليجية إعتزاله لعب كرة القدم رسمياً.

## وصلات خارجية
- حسين عبد الغني على موقع الاتحاد الدولي (مؤرشف)  (الإنجليزية)
- حسين عبد الغني على موقع قاعدة بيانات كرة القدم.إي يو (الإنجليزية)
- حسين عبد الغني على موقع ناشيونال فوتبول تيمز (الإنجليزية)
- حسين عبد الغني على موقع Soccerway.com (الإنجليزية)
- حسين عبد الغني على موقع عالم كرة القدم.نت (الإنجليزية)
- حسين عبد الغني على موقع كووورة
- حسين عبد الغني على موقع أوليمبيديا (الإنجليزية)
- تصريح حسين لعدم مصافحته اللاعب رادوي على يوتيوب
- مصالحة حسين وسامي الجابر على يوتيوب